# Feliksin (Lublin)
Pour les articles homonymes, voir Feliksin.
Feliksin (prononciation : [fɛˈlikɕin]) est un village polonais de la gmina de Krzywda dans le powiat de Łuków de la voïvodie de Lublin dans l'est de la Pologne.
Il se situe à environ 12 kilomètres à l'ouest de Krzywda (siège de la gmina), 28 kilomètres au sud-ouest de Łuków (siège du powiat) et 72 kilomètres au nord-ouest de Lublin (capitale de la voïvodie).
Le village comptait approximativement une population de 183 habitants en 2009.

## Histoire
De 1975 à 1998, le village est attaché administrativement à l'ancienne voïvodie de Siedlce.

Depuis 1999, il fait partie de la nouvelle voïvodie de Lublin.